# Witold Zaręba
Witold Zaręba – polski grafik, doktor habilitowany sztuk plastycznych.

## Życiorys
W 2007 r. obronił pracę doktorską pt. Szkoła podchorążych rezerwy czyli 240 dni inspiracji, w 2019 r. habilitował się na podstawie pracy zatytułowanej Non omnis moriar - zestaw prac graficznych. Został pracownikiem naukowym w Akademii Śląskiej i na Uniwersytecie Jana Długosza w Częstochowie.
Jest zastępcą przewodniczącego  Rady Dyscypliny Naukowej - Sztuk Plastycznych i Konserwacji Dzieł Sztuki UJD.